# André Cailleux
André Paul Cailleux (* 24. Dezember 1907 in Paris als André de Cayeux de Senarpont; † 27. Dezember 1986 in Saint-Maur-des-Fossés) war ein französischer Geologe und Geograph. Er veröffentlichte später unter dem Pseudonym Cailleux, anfangs aber auch unter seinem ursprünglichen Namen Cayeux.
Er erwarb in Paris eine breite Ausbildung als Naturwissenschaftler. 1931 erhielt er sein Lizenziat in Physik, 1932 in Naturwissenschaften und 1933 in Literatur und 1936 seine Agrégation in Naturwissenschaften. 1942 wurde er in Paris promoviert mit einer Arbeit über periglaziale Phänomene im europäischen Quartär. Er lehrte zunächst an Gymnasien in Warschau, Brest und am Lycée Marcelin-Berthelot in Saint-Maur-des-Fossés, bevor er Leiter der Forschung in physischer Geographie an der Faculté des lettres de Paris wurde. Danach war er Maître de conférences am Labor für Geomorphologie der École pratique des hautes études in Paris, war ab 1958 Professor für Geologie (Sedimentologie) an der Sorbonne und an der Universität Laval in Québec, Kanada. Er lehrte auch in Sherbrooke, Québec, Kanada und in Rio de Janeiro.
Cailleux war ein Spezialist für Glazialmorphologie und Geomorphologie, befasste sich aber mit vielen Gebieten (zum Beispiel auch mit Biogeographie) und schrieb mehrere populärwissenschaftliche Bücher, insbesondere innerhalb der Que sais-je ? Reihe. Er war Gründer der ACDS (Association pour la création et la diffusion Scientifique), welche die Zeitschrift DIRE herausbrachte.
Er betrieb Feldforschung unter anderem in der Antarktis (1960/61 war er französischer Vertreter bei den US-amerikanischen Antarktisexpeditionen), auf Grönland, in Kanada, auf Island, in der Sahara, in Brasilien und Guyana. André Cailleux sprach sieben Sprachen (neben Französisch Englisch, Deutsch, Russisch, Polnisch, Spanisch und Italienisch). Er war Mitglied des Komitees für die „Internationale Quartärkarte von Europa“ und Präsident der „Internationalen Kommission für periglaziale Morphologie“.
Cailleux war zusammen mit Jean Tricart Gründer der Revue de géomorphologie dynamique sowie Mitherausgeber der Zeitschrift für Geomorphologie, der Cahiers géologiques, und von 1963 bis 1971 der Annales de Géographie.
1972 erhielt er die Albrecht-Penck-Medaille. Er war Mitglied der Leopoldina (seit 1973), der Bayerischen und der Göttinger Akademie der Wissenschaften sowie der Braunschweigischen Wissenschaftlichen Gesellschaft (seit 1955 korrespondierendes Mitglied). 1961 wurde er Ehrendoktor der polnischen Universität Łódź. Die Quartärgesellschaft von Québéc (Association Québécoise pour l’étude du Quaternaire) verleiht ihm zu Ehren die „Cailleux-Medaille“. Der 50 Kilometer große Krater Cailleux auf dem Erdmond ist nach ihm benannt (60° 48′ 0″ S; 153° 18′ 0″ O).

## Bücher
- Les actions éoliennes périglaciaires en Europe, Memoire Societe Geologique de France 21, Paris 1942, 1948 (veröffentlicht unter dem Namen Cayeux)
- Terre arctique, Arthaud, Paris, 3. Auflage 1949 (veröffentlicht unter dem Namen Cayeux)
- mit A. Chavan Détermination pratique des roches, Centre Documentation Universitaire, 2 Bände, 1952
- Les Roches, Paris: Presses Universitaires de France, Reihe: Que sais je?, 1952, 1959
- mit V. Romanovsky La Glace et les glaciers, Paris: Presses Universitaires de France, Reihe: Que sais je?, 1970
- mit G. Taylor Cryopédologie: Etude des sols gelés, Paris: Hermann, Expeditions polaires francaises, 1954
- mit A. Chavan Détermination pratique des minéraux, Paris: Sedes, 1955
- mit A. Chavan Détermination pratique des fossiles, Paris: Masson, 1957
- mit G. Plaisance Dictionnaire des sols, La Maison Rustique, Paris 1958
- Guide de travaux pratique de géologie, 3 Bände, SPCN, Paris 1959
- mit Jean Tricart Initiation à l´etude des sables et galets, 3 Bände, Sedes, Paris 1959
- La Géologie, Paris: Presses Universitaires de France, Reihe: Que sais je?, 1950, 1956, 1980
- Biogéographie du monde, Paris: Presses Universitaires de France, Reihe: Que sais je? 1953 (später als Biogeographie mondiale, PUF 1969)
- Histoire de la Géologie, Paris: Presses Universitaires de France, Reihe: Que sais je?, 1968
- L'Anatomie de la Terre, Paris: Hachette, 1968
  - Deutsche Übersetzung Der unbekannte Planet. Anatomie der Erde, Fischer Taschenbuch 1972
  - Englische Übersetzung: Anatomy of the Earth, McGraw Hill 1968
- La terre et son histoire, Presses Universitaires de France, Reihe: Que sais je?, 1978
- L'Antarctique, Paris: Presses Universitaires de France, Reihe: Que sais je? 1967
- Trent million des siècles de vie, A. Bonne, Paris 1959 (veröffentlicht unter dem Namen Cayeux)
  - Englische Übersetzung: Three billion years of life, Stein and Day, New York 1968
- Code exopolaire pour déterminer la couleur des sols, Boubée, Paris, 1959.
- Géologie de la région parisienne, Presses Universitaires de France, Paris, 1960.
- Dictionnaire des racines scientifiques, Paris, Centre Docum. Univ., Constans, 1961.
- mit Jean Tricart Traité de géomorphologie, Sedes, Paris:
  - Band 1Introduction à la géomorphologie climatique 1965
  - Band 2 Le modelé des régions périglaciaires, 1967
  - Band 4 Le modelé des régions sèches, 1969
  - Band 5 Le modelé des régions chaudes. Forêts et savanes, 2. Auflage 1974
- La science de la Terre, Bordas, 1969.
- mit anderen Focus Connaissance de la matière, Bordas, 1972
- La Terre, Bordas, 1981.